# Tezpur
Tezpur est le centre administratif du district de Sonitpur dans l’État d’Assam en Inde. Située sur les rives du Brahmapoutre, cette ville est la plus importante de la rive du fleuve. Une bretelle de l’autoroute NH-52, passant par la ville permet de rejoindre l’autoroute NH-37 qui circule au sud du Brahmapoutre. Tezpur, bien que n’étant plus la capitale, ni la plus économiquement importante ville d’Assam, prétend toujours à son statut de capitale de la culture assamaise.

## Origine du nom
Le terme Tezpur semble issu du sanskrit « Teza » (qui signifie « sang ») et « Pura » (qui signifie « ville »). La légende veut que le nom original de ce lieu était « Sonitpur », issu de « sonit » qui signifie également « sang » en sanskrit. Lors de la bataille entre l'armée de Krishna et celle de Banasura (en) pour secourir Aniruddha, le petit-fils de Krishna, il y eut tant d’effusions de sang que l'endroit était teinté en rouge, d’où le nom de la cité.

## Géographie
Située sur les rives du Brahmapoutre, cette ville est parsemée de collines plus boisées elle est desservie par l'Aéroport de Tezpur.

## Histoire
La Tezpur moderne a été fondée par l’administration coloniale britannique en 1835 comme centre administratif du district de Darrang. Cependant, des ruines sur les hauteurs à l’ouest de la ville, comme celle du temple de Da Parbatia, prouvent que le site était habité au IVe siècle. Les ruines de Bamuni Hills, de style Gupta, datent elles du XVIIIe siècle.

## Personnalités liées
- Partha Pratim Bora, personnalité politique, y est né en 1989